# Шутов Олександр Володимирович
Олександр Володимирович Шутов  (нар. 1961) — український військовик, начальник Головного оперативного управління Генерального штабу Збройних Сил України (до 06.2014), генерал-майор.
Онук двічі Героя Радянського Союзу Степана Шутова.

## Життєпис
Народився 1961 року в м. Києві.
В 1982 році закінчив Московське вище загальновійськове командне училище.
Закінчив Військову академію ім. М. В. Фрунзе, оперативно-стратегічний факультет Національної академії оборони України, а також Академію Генерального штабу Бундесверу.
У 2004 році позачергово отримав військове звання генерал-майора. 
15 червня 2014 року, під час Війни на сході України, генерал-майора Олександра Шутова і ряд інших військовослужбовців відсторонено від виконання обов'язків на час розслідування трагедії зі збитим літаком Іл-76 у Луганську.
Попри заяви деяких політиків, на посаді поновлений не був.

## Громадська діяльність
2003 — співзасновник відомої серед українських історичних реконструкторів ГО «Київський клуб Червона Зірка».

## Сім'я
Син Шутова деякий час був одружений з Оленою Лебедєвою, дочкою екс-міністра оборони України Павла Лебедєва, який після Євромайдану втік з України і перебуває в розшуку.

## Нагороди
- медаллю «За військову службу Україні»[10] («за значний особистий внесок у зміцнення національної безпеки і обороноздатності Української держави, зразкове виконання військового, службового обов'язку у захисті конституційних прав і свобод громадян та з нагоди 14-ї річниці незалежності України»).

### Відео
- Генерал Шутов: Для меня Путин – это Гитлер, это фашист и враг на YouTube